# Incidente do Antonov An-26 da Força Aérea Ucrâniana em 2022
O incidente envolvendo o Antonov An-26 da Força Aérea Ucrâniana, foi um incidente aéreo ocorrido no dia 24 de fevereiro de 2022 durante a invasão russa da Ucrânia. A aéronave em questão, um Antonov An-26 operada pela Força Aérea da Ucrânia foi abatida pelo exército russo enquanto realizava um exercício de transporte próximo a cidade de Zhukivtsi em território ucraniano.
Estavam presentes na aeronave, 14 militares (entre tripulantes e passageiros) no qual 5 acabaram falecendo durante o incidente. Após o incidente, a Força Aérea da Ucrânia respondeu o ataque em perseguições à outras aeronaves militares russas que estariam cumprindo missões na região, até o momento este foi o único incidente registrado com vítimas fatais.